# Позов
По́зов (лат. actio) — звернення заінтересованої або іншої уповноваженої на те особи до суду з проханням про розгляд спору і захист суб'єктивних майнових і особистих немайнових прав та охоронюваних законом інтересів у справах, що виникають з цивільних (в тому числі сімейних, трудових), господарських (в тому числі корпоративних) та адміністративних правовідносин.
Предмет позову становить матеріально-правова вимога позивача до відповідача, відносно якої суд повинен постановити рішення. Ця вимога повинна мати правовий характер і бути в юрисдикції судового органу.
Змістом позову є спір про право або спір про факт.
Цивільний позов (у кримінальному провадженні) — вимога потерпілого від злочину громадянина або юридичної особи відшкодувати матеріальні збитки та/або моральну шкоду, що заподіяні злочином, яка розглядається судом у кримінальному судочинстві.
Поняття позовної заяви відноситься до поняття позову як форма до змісту. Позов — це дія; заява — документ.